# Бартон (Вермонт)
Бартон (англ. Barton) — місто (англ. town) в США, в окрузі Орлінс штату Вермонт. Населення — 2872 особи (2020).

## Демографія
Згідно з переписом 2010 року, у місті мешкало 2810 осіб у 1192 домогосподарствах у складі 733 родин. Було 1531 помешкання
Расовий склад населення:
| - 96,2 % — білих - 0,8 % — чорних або афроамериканців - 0,6 % — азіатів - 0,2 % — корінних американців |

До двох чи більше рас належало 2,2 %. Частка іспаномовних становила 0,9 % від усіх жителів.
За віковим діапазоном населення розподілялося таким чином: 21,5 % — особи молодші 18 років, 58,4 % — особи у віці 18—64 років, 20,1 % — особи у віці 65 років та старші. Медіана віку мешканця становила 44,3 року. На 100 осіб жіночої статі у місті припадало 96,8 чоловіків;  на 100 жінок у віці від 18 років та старших — 93,7 чоловіків також старших 18 років.
Середній дохід на одне домашнє господарство  становив 58 138 доларів США (медіана — 44 340), а середній дохід на одну сім'ю — 68 516 доларів (медіана — 55 625). Медіана доходів становила 41 797 доларів для чоловіків та 34 948 доларів для жінок. За межею бідності перебувало 17,5 % осіб, у тому числі 22,1 % дітей у віці до 18 років та 9,2 % осіб у віці 65 років та старших.
Цивільне працевлаштоване населення становило 1135 осіб. Основні галузі зайнятості: освіта, охорона здоров'я та соціальна допомога — 30,6 %, виробництво — 12,7 %, будівництво — 8,9 %, роздрібна торгівля — 8,6 %.